# 阿夫朗维尔
阿夫朗维尔（法語：Avranville，法語發音：[avʁɑ̃vil] ⓘ）是法国大東部大區孚日省的一个市镇，属于讷沙托区。

## 地理
阿夫朗维尔（48°25'24"N, 5°31'41"E）面积10.89 平方千米，位于法国大東部大區孚日省，该省份为法国东北部内陆省份，北起默兹省和默尔特-摩泽尔省，西接上马恩省，南至上索恩省和贝尔福地区省，东临上莱茵省和下莱茵省。
与阿夫朗维尔接壤的市镇（或旧市镇、城区）包括：米德勒沃、丹维尔-贝特莱维尔、上沃德维尔、谢尔米塞、格朗。

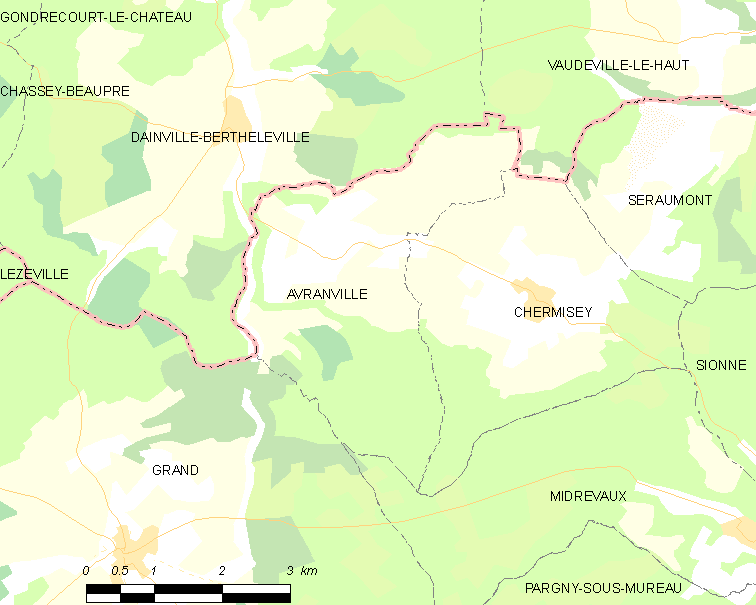
阿夫朗维尔的OSM定位图

阿夫朗维尔的时区为UTC+01:00、UTC+02:00（夏令时）。

## 行政
阿夫朗维尔的邮政编码为88630，INSEE市镇编码为88025。

## 政治
阿夫朗维尔所属的省级选区为讷沙托县。

## 人口

1962-2008年间阿夫朗维尔人口变化图示

阿夫朗维尔于2022年1月1日时的人口数量为69人。